# Pieni Vasarajärvi
Pieni Vasarajärvi är en sjö i kommunen Nyslott i landskapet Södra Savolax i Finland. Arean är 34 hektar och strandlinjen är 3,47 kilometer lång. Sjön  ingår i Vuoksens huvudavrinningsområde.   Den ligger omkring 110 kilometer nordöst om S:t Michel och omkring 320 kilometer nordöst om Helsingfors. 